# Kleiner Strandflieder
Der Kleine Strandflieder (Limonium minimum) ist eine Pflanzenart aus der Gattung der Strandflieder (Limonium) in der Familie der Bleiwurzgewächse (Plumbaginaceae).

## Merkmale
Der Kleine Strandflieder ist ein immergrüner Halbstrauch, der Wuchshöhen von 3 bis 14 Zentimeter erreicht. Die Blätter sind einnervig, zurückgerollt und messen 0,8 bis 1 × 0,2 bis 0,3 Zentimeter. Die Blütenstandsäste sind glatt. Die Ährchen sind ein- bis vierblütig. Die Krone ist purpurn.  Keines der Tragblätter der Ährchen ist durchscheinend, lediglich der Rand ist manchmal durchscheinend.
Die Blütezeit reicht von Juli bis August.
Die Chromosomenzahl beträgt 2n = 18.

## Vorkommen
Der Kleine Strandflieder kommt in Südost-Frankreich auf Kalkfelsen an der Küste vor.

## Nutzung
Der Kleine Strandflieder wird selten als Zierpflanze für Steingärten und Alpinhäuser genutzt.